# Rhaphuma rassei
Rhaphuma rassei là một loài bọ cánh cứng trong họ Cerambycidae.